# 笑福亭福助
笑福亭 福助（しょうふくてい ふくすけ、幕末期 - 1907年9月12日）は、落語家（上方噺家）。本名、享年とも不詳。渾名（あだな）を「あま福」。

入門時期不明、初代笑福亭福松の門下で福の助を名乗る。その後福助と改名。
当初は三友派の寄席に出ていたがなぜか敵対する桂派に移籍しなぜか一門も改名もせず総帥の桂文左衛門の頭取を勤めた。
その後亡くなるまで桂派に属した。
芸はあまり上手くなかったという。得意ネタは「熨斗問答」「だらに」「口合小町」等があった。書記や会計（五厘）等の裏方の手腕に発揮し席主等に喜ばれた。愛嬌があり「あま福」と渾名された。
1907年9月道頓堀の角座に芝居を見て機嫌よく帰ったその夜自宅で心臓麻痺で死亡した。
今は現存しないが没後大阪市天王寺区上本町9丁目の壽法寺（別名・紅葉寺）に筆を形した石碑が桂派の席主等によって建てられた、「夕映もはかなくきえて散る柳」の句が刻まれていた。
尚下の名の読みが同じ笑福亭福輔の名前がある。